# Lakshmi Mittal
Lakshmi Niwas Mittal, född 15 juni 1950 i Sadulpur, Rajasthan, Indien, är en indisk affärsman bosatt i Storbritannien. Mittal leder den multinationella stålkoncernen Arcelor Mittal. 
2007 rankade affärstidskriften Forbes Mittal som den femte rikaste personen i världen med en förmögenhet på 32 miljarder dollar.. I februari 2016 rankade de honom som världens 82:e rikaste med en förmögenhet på $8,6 miljarder.
Mittal äger flera fastigheter i London, bland annat sin bostad på 18-19 Kensington Palace Gardens som han köpte 2004 för £67 miljoner. Han är även storägare i det engelska fotbollslaget Queens Park Rangers som för närvarande spelar i Championship, den engelska andraligan.
I januari 2023 rapporterade det amerikanska finansnyhetsbyrån Bloomberg L.P. att Mittal är ägaren av megayachten Alaiya, det var dock spekulationer om denne som ägare för megayachten redan under 2022.